# 永瀬義将
永瀬 義将（ながせ よしまさ、1978年 - ）は、日本の実業家。企業のコンテンツマーケティングを支援する株式会社カタリベの創業者。

## 略歴
大学在学中にタクシー広告に特化したビジネスで起業。
2004年 ネット広告代理店のオプト（現：東証一部オプトHD）に入社。営業部長・本部長・事業部長などを歴任し、子会社2社（SMM関連事業、デジタルマーケティング人材紹介事業）の取締役役員に就任。
2013年、株式会社カタリベを設立、代表取締役社長に。